# Wapen van Heerewaarden

Heerewaarden

Het wapen van Heerewaarden toont het wapen van de voormalige gemeente Heerewaarden. Het wapen werd verleend volgens het Koninklijk Besluit van 8 oktober 1901. De omschrijving luidt:
"In azuur een op een grasgrond staande tufsteenen kerk in natuurlijke kleur, uit het noorden gezien, bestaande uit een eenbeukig schip met vier Gothische ramen en een halfronde deur waarboven een kleiner Gothisch raam, in den noordmuur, en uit twee vierkante, door spitse kappen gedekte torens aan de westzijde der kerk geplaatst; iedere toren voorzien van halfronde galmgaten en overtopt door windwijzers in de gedaante van een haan; de linkertoren voorzien van een wijzerplaat en het kerkdak der kerk van een kruisornament."

## Geschiedenis
Heerwaarden werd op 1 januari 1818 toegevoegd aan de gemeente Rossum, om vervolgens op 1 januari 1821 weer zelfstandig te worden.
De afbeelding op het wapen is een herinnering aan de vroegere kerk van Heerewaarden. Niet vermeld in de beschrijving is dat de windwijzers en het ornament in goud zijn uitgevoerd. De kerk (geschilderd door onder anderen Albrecht Dürer in 1520) met twee torens moet al voor 1200 zijn gesticht. Deze kerk werd voor 1608 verwoest. Mogelijk is het wapen met de afbeelding van deze kerk afkomstig uit deze periode. Op 1 januari 1999 werd de gemeente opgeheven en ging op in de gemeente Maasdriel. De kerk van Heerewaarden werd als element opgenomen in het nieuwe wapen van Maasdriel.

## Verwant wapen

Wapen van Maasdriel

Aalst · 
Ammerzoden · 
Angerlo · 
Appeltern · 
Batenburg · 
Beesd · 
Beltrum · 
Bemmel · 
Bergharen · 
Bergh · 
Beusichem · 
Borculo · 
Brakel · 
Buurmalsen · 
Deil · 
Didam · 
Dinxperlo · 
Dodewaard ·
Doornspijk ·
Dreumel ·
Driel ·
Echteld ·
Eibergen ·
Elst ·
Est en Opijnen ·
Everdingen ·
Ewijk ·
Gameren ·
Geesteren · 
Geldermalsen · 
Gendringen · 
Gendt ·
Groenlo ·
Groesbeek ·  
Haaften ·
Hedel ·
's-Heerenberg ·
Heerewaarden ·
Hemmen ·
Hengelo ·
Herwen en Aerdt ·
Herwijnen ·
Heteren ·
Heukelum ·
Hoevelaken ·
Horssen ·
Huissen ·
Hummelo en Keppel ·
Hurwenen  ·
Kerkwijk ·
Keppel ·
Kesteren ·
Laren · 
Lichtenvoorde ·
Lienden ·
Lingewaal · 
Maurik ·
Millingen aan de Rijn ·
Nederhemert ·
Neede ·
Neerijnen ·
Netterden ·
Niftrik ·
Nijbroek ·
Ophemert ·
Overasselt ·
Pannerden ·
Poederoijen · 
Renkum ·
Rijnwaarden ·
Rossum ·
Ruurlo ·
Steenderen ·
Terborg ·
Twello ·
Ubbergen ·
Valburg ·
Varik ·
Vorden ·
Vuren ·
Waardenburg ·
Wadenoijen ·
Wamel ·
Wehl ·   
Warnsveld ·
Wisch ·
Zeddam ·
Zelhem ·
Zoelen ·
Zuilichem 

Dorps-, heerlijkheids- en stadswapens: 

Acquoy 
· Baak 
· Barlham 
· Bredevoort 
· Doreweerd 
· Elden
· Enspijk 
· Gellicum 
· Groessen 
· Hakfort 
· Hellouw 
· IJzendoorn 
· Kell  
· Lede en Oudewaard 
· Lichtenberg 
· Loil 
· Maasbommel 
· Meijnerswijk 
· Meteren 
· Middagten 
· Rhenoy 
. Rumpt
· Tricht 
· Verwolde 
· Wildenborch